# نسق (فيزياء)

أول 6 أنساق في أنبوب الرنان

النسق أو النمط (Mode) ، أيضًا وضع التذبذب ، في الصوتيات أيضًا نمط الغرفة ، في الميكانيكا أيضًا الهيئة ، شكل التذبذب الطبيعي أو التذبذب الجزئي ، هو في الفيزياء وصف لبعض الخصائص الثابتة مؤقتًا للموجة ، سواء للموجة الصوتية أو الموجة الضوئية. توصف الموجة بأنها مجموع الأنماط المختلفة.
تختلف الأنماط في التوزيع المكاني للكثافة . يتم تحديد شكل الأنماط من خلال الظروف الحدودية التي تنتشر فيها الموجة. على عكس الاهتزازات الطبيعية ذات الصلة موضوعيًا ، يمكن تطبيق تحليل أنماط الاهتزاز على كل من الموجات الواقفة والمنتشرة.

## في الصوتيات

### أنماط الغرفة
يمكن استخدام أنماط الغرفة لتوصيف صوتيات الغرفة في قاعة الحفلات الموسيقية .
تقوم أنماط الغرفة بتلوين صوت الغرفة لأن نغمات معينة تكون بارزة بشكل خاص ولها توزيع غير متساوٍ للطاقة داخل الغرفة. تكون ترددات الطنين المنفصلة أكثر وضوحًا من ترددات الطنين الموزعة بالتساوي في طيف ( الصدى ).

موجة واقفة. كما ترون هنا ، في نهايات (حدود الغرفة) يظهر انتفاخ الضغط كحد أقصى.

توزيع تردد الرنين المحدد هو خاصية مادية للغرفة تعتمد على أبعادها. طبقا لمقاييس الغرفة يتم تحفيز ترددات معينة فقط. يلعب كل من مستوى النغمة المتزايدة ومدتها بمرور الوقت دورًا في تأثيرات رنين معين .

أوضاع الغرفة بين جدارين. يجب أن يكون هناك دائمًا أقصى ضغط صوت على الجدران ، والذي يمكن رؤيته من العقد العكسية للضغط هناك.

فوق حوالي 300 هرتز لا تسبب الأنماط الصوتية للغرفة في غرف المعيشة أي تشويش مسموع في الاستنساخ ( تردد شرودر ) ، لأن الأنماط تندمج مع بعضها البعض في شكل انعكاسات وصدى كثيفة. عند أقل من 300 هرتز (هزة في الثانية) من ناحية أخرى ، يمكن أن تسبب تغيرات ملحوظة في لون الصوت. نظرًا لأن هذه تؤثر على النغمات العميقة بشكل خاص ، يُنظر إلى هذا على أنه صوت طنين أو صرير أو صوت جهير واحد . يعتمد اتساع النمط الصوتي على الموضع في الفضاء. لذلك تختلف درجة اللون من مكان لآخر.
في صوتيات غرفة الاستماع النموذجية ( المستطيلة ) ، هناك ثلاثة أنواع من الأنماط الواقفة:
- الأنماط المحورية (الطولية) التي تهيمن بوضوح
- انماط مماسية و
- الأنماط العرضية أو القطرية (تسمى أيضًا أنماط الإلزام أو الانحراف).

يمكن حساب تردداتها على النحو التالي:
{\displaystyle f_{\mathrm {n_{x}/n_{y}/n_{z}} }={\frac {c_{S}}{2}}{\sqrt {\left({\frac {n_{x}}{L}}\right)^{2}+\left({\frac {n_{y}}{B}}\right)^{2}+\left({\frac {n_{z}}{H}}\right)^{2}}}\,}
حيث:
- {\displaystyle f} تردد النمط بوحدة الهرتز
- {\displaystyle n_{x}} ترتيب النمط حسب طول الغرفة الموضة
- {\displaystyle n_{y}} ترتيب النمط حسب عرض الغرفة
- {\displaystyle n_{z}} ترتيب النمط حسب ارتفاع الغرفة
- {\displaystyle c_{S}} سرعة الصوت 343 متر / ثانية عند 20 درجة مئوية
- {\displaystyle L} و {\displaystyle B} و {\displaystyle H} طول وعرض وارتفاع الغرفة بالأمتار.

### أنماط صوتية أخرى

أنبوب شكل U المتذبذب - لاحظ سعة الانحراف للنمط الثاني

في علم الصوتيات ، تحدد الأنماط القوة النسبية للنغمات وبالتالي صوت الآلة ، على سبيل المثال  أنبوب الأورغل أو الجرس .

#### أنبوب على شكل U
تسمى القضبان المشدودة بأنابيب U المتذبذبة. يمكن أن تتأرجح في عدة أنماط.

#### اهتزازات الغشاء
مثل اهتزاز الطبلة

النمط (1 ثانية)

نمط (5 د)

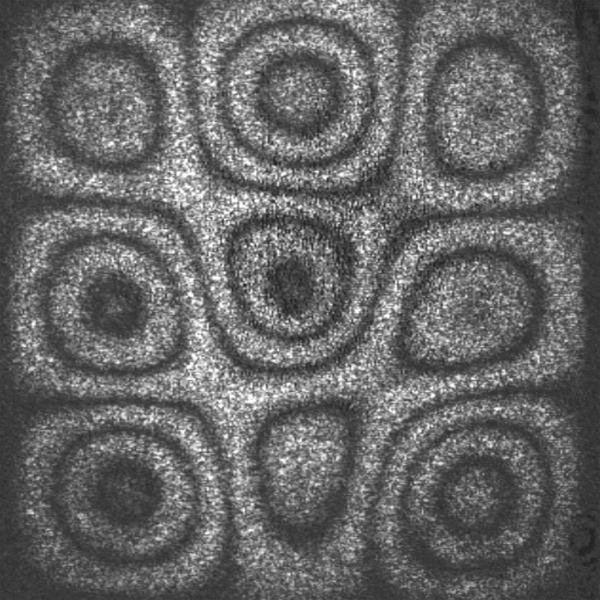
نمط الاهتزاز لصفيحة مستطيلة مثبتة

يمكن أن يُظهر السطح الرقيق ( الغشاء ) المشدود مثلما في الطبلة العديد من أوضاع الاهتزاز المختلفة. تؤدي هذه التذبذبات الجزئية إلى عدم انتظام الاستجابة الترددية لمكبرات الصوت .

#### التجاويف
رنانات التجويف الصوتي هي ،على سبيل المثال . مرنان Helmholtz أو أنبوب Kundt ، لكنهما يلعبان أيضًا دورًا رئيسيًا في صناديق مكبرات الصوت (صندوق انعكاس الجهير ) وفي المزمار الموسيقي وأنابيب الأرغن .

#### في المواد الصلبة
تحدث أنماط اهتزاز صوتية مختلفة في المواد الصلبة ، على سبيل المثال ، في البلورات المتذبذبة ، والأجراس ، والصنوج ، وسماعات الصوت ، والمثلثات ، إلخ. بالإضافة إلى تردد الرنين الأساسي ، يمكن أيضًا إثارة كل هذه الأجسام في أنماط اهتزاز أعلى أو أن يكون لها طابع صوتي محدد بسبب التركيب المختلف لأوضاع الاهتزاز الخاصة بها. يمكن أن تحدث أنماط الموجة والاهتزاز المستعرضة أيضًا في المواد الصلبة بسبب معامل القص .
يحدد شكل العلب وأجزاء الماكينة أي أنماط الاهتزاز تكون متحمسة بشكل خاص أثناء التشغيل. يمكن تجنب تشكيل أنماط الاهتزاز التي تعتمد على تناسق الشكل من خلال التشكيل المناسب وغير المنتظم ؛ وبالتالي يمكن تقليل إشعاع الصوت واجهاد المادة الصلبة الناجم عن الاهتزازات.

## الموجات الكهرومغناطيسية
في حالة الموجات الكهرومغناطيسية ، مثل الضوء والليزر وموجات الراديو ، يتم تمييز الأنواع التالية من الأنماط:
- TEM أو النمط الكهرومغناطيسي ا<b id="mwoQ">لمستعرض</b> : تكون كل من مركبات المجال الكهربائي والمغناطيسي دائمًا متعامدين على اتجاه انتشار الموجة. هذا النمط يمكن أن ينتشر فقط إذا :
  - توفر سلكين موصلين معزولين بشكل متبادل ( أسطح متساوية الجهد ) ، على سبيل المثال في كبل متحد المحور ، أو
  - لا يوجد موصل كهربائي ، على سبيل المثال في ليزر الغاز أو كابلات الألياف البصرية .
- الأنماط TE أو H: يتون مركبة المجال الكهربائي فقط عموديًة على اتجاه الانتشار ، بينما تشير مركبة المجال المغناطيسي إلى اتجاه الانتشار.
- الأنماط TM أو E: تكون مركبة المجال المغناطيسي فقط عموديًة على اتجاه الانتشار ، بينما تشير مركبة المجال الكهربائي إلى اتجاه الانتشار.

يعتبر آخر نوعين من الأنماط مهمين بشكل خاص في الأدلة الموجية .
لا تقتصر موجات TEM على ترددها ، مما يعني أنها يمكن أن تنتشر عبر الطيف الترددي بأكمله. من ناحية أخرى ، لا يمكن لموجات TM و TE أن تنتشر إلا في تردد معين (تردد القطع ) الذي يعتمد على هندسة الموصل. وبالتالي ، عند التردد الثابت يمكن أيضًا أن تكون عدة أنماط قادرة على الانتشار في نفس الوقت. ومع ذلك ، فإن هذه الحالة غير مرغوب فيها لنقل البيانات ، حيث لا يمكن ضمان سلامة الإشارة وتلافي أي تشتت ، فالمطلوب هو نقاوة النمط . الدليل الموجي على سبيل المثال : لا يمكن استخدام كابل أو دليل الموجية إلا بشكل هادف لنقل الإشارة حتى التردد المحدود للنمط الأعلى الأول.
في تقنية الليزر ، تعد الأنماط أداة مهمة لتوصيف شعاع الليزر. تعتبر الأنماط العرضية ذات أهمية خاصة ، والتي تختلف في توزيع الشدة بشكل عمودي على اتجاه الانتشار. انظر أيضا حجم النمط .
في الهندسة الكهربائية ، لكي تعمل بعض الأجهزة على النحو الأمثل ، من الضروري أن تحتوي الموجة بشكل أساسي على نمط معين واحد. ومن الأمثلة على ذلك مغنطرون فرن الميكروويف أو بلورة مذبذب الكوارتز .
بالنسبة لهوائيات الأرسال والإستقبال، من ناحية أخرى ، غالبًا ما يكون من المرغوب فيه عدم تفضيل أي نمط بشدة.

## انظر ايضا
- تردد طبيعي
- تحليل الأنماط

## روابط انترنت
- حساب أنماط الصوت في الغرف المكعبة
- الفرق بين الأنماط كتوزيع ضغط الصوت في الغرف وأنماط اهتزازات الأوتار